# 庫珀敦 (佛羅里達州)
庫珀敦（英語：Coopertown）是位於美國佛羅里達州邁阿密-戴德縣的一個非建制地區。該地的面積和人口皆未知。

## 地理
庫珀敦的座標為25°39′40″N 80°45′40″W / 25.66111°N 80.76111°W，而該地的平均海拔高度為2米（即7英尺）。